# یواس‌آرسی ویساهیکان (۱۹۰۴)
یواس‌آرسی ویساهیکان (۱۹۰۴) (به انگلیسی: USRC Wissahickon (1904)) یک کشتی بود که طول آن 96' 6" بود. این کشتی در سال ۱۹۰۴ ساخته شد.